# 卡拉切耶夫斯基农村居民点
卡拉切耶夫斯基农村居民点（俄语：Калачеевское сельское поселение）是俄罗斯联邦沃罗涅日州卡拉切耶夫斯基区所属的一个农村居民点。其下辖有3个居民点，行政中心为卡拉切耶夫斯基。据2016年统计，该农村居民点的人口为1559人。